# مهرجان كان السينمائي 1991
مهرجان كان السينمائي لعام 1991 هو الدورة الـ44 للمهرجان عقد في 9 إلى 20 مايو من عام 1991، وحصل فيلم "Barton Fink" للمخرجين الأمريكيين الملقبان بالأخوين كوين (جويل ديفيد كوين وإيثان جيسي كوين) على السعفة الذهبية.